# Парки и сады Мариуполя
Парки и сады Мариуполя — зелёные насаждения промышленного города Мариуполь.

## История

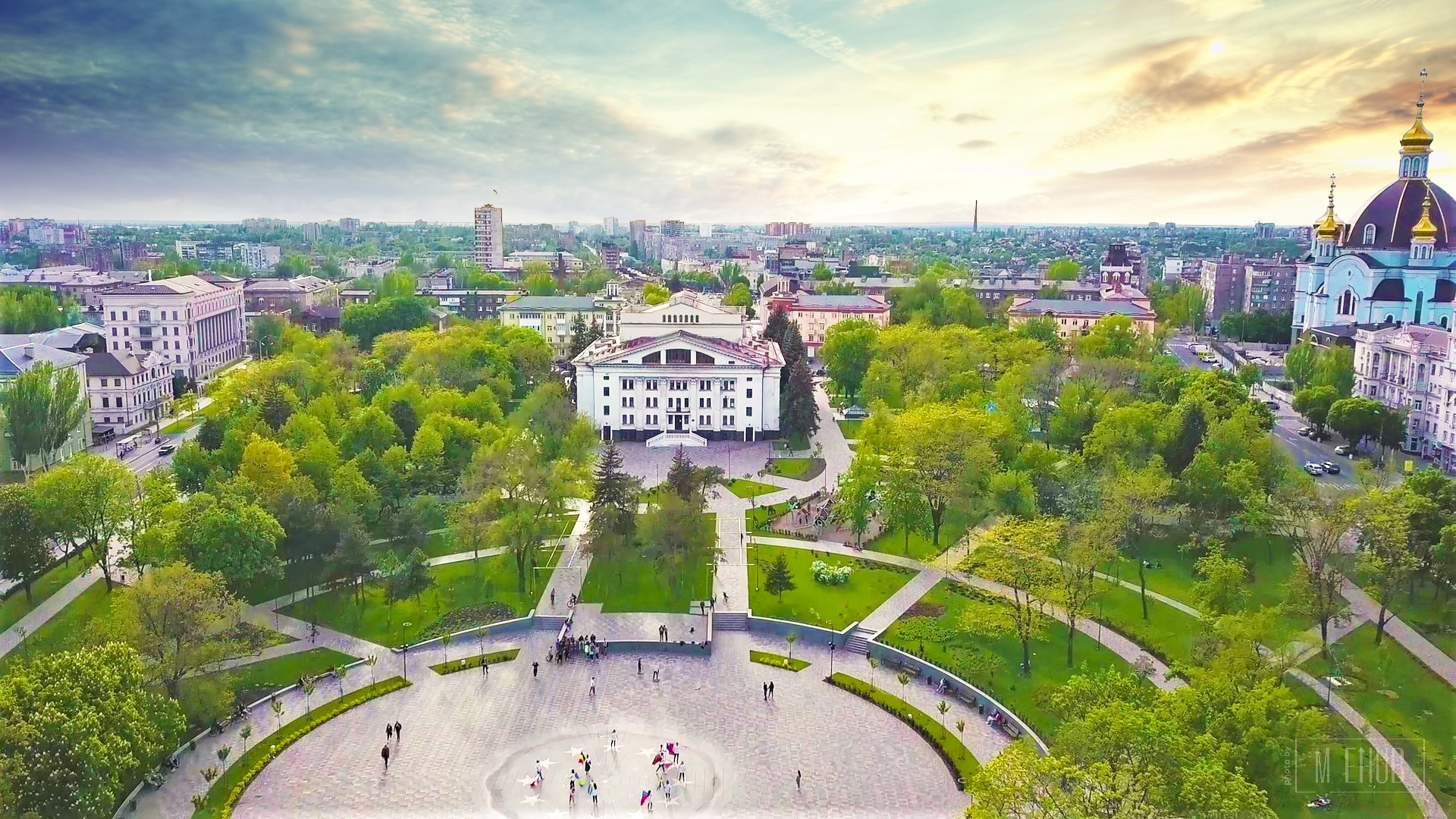
Театральный сквер

Первую сотню лет существования города на улицах практически не было зелёных насаждений, садов и парков. Медленный рост города, основанного в 1778 году, пришёлся на этап кризиса дворянской культуры и запустения усадеб в Российской империи в XIX веке. А низкий культурный и образовательный уровень первых жителей не способствовал ни развитию садоводства, ни проектированию парков.
Своему расцвету город обязан двум людям — писателю Александру Серафимовичу, который жил в Мариуполе и работал журналистом в газете «Приазовский край», и уроженцу Мариуполя Георгию Псалти, профессиональному садовнику и агроному, который учился во Франции.
Для писателя Серафимовича Мариуполь запомнился отсутствием деревьев. Это впечатление подтверждают и многочисленные фотографии и открытки на их основе, созданные на рубеже XIX—XX веков.
После возвращения из Франции, Псалти начал использовать полученные знания на практике. Он добился разрешения основать в Мариуполе частную школу садоводства, где проводил обучение бесплатно. Псалти создал в городе ботаническую рощу фруктовых и декоративных деревьев (Самарина балка) и перепроектировал Городской сад на манер иностранных садов. Также был инициатором создания такой даты, как День посадки деревьев, впервые проведённого в городе весной 1902 года. Тогда на улицах Мариуполя высадили 1100 декоративных деревьев.
25 марта 1911 года Псалти подал на рассмотрение в Думу Мариуполя созданные им «обязательные наставления о посадке деревьев и их охране в Мариуполе». Согласно этому циркуляру, домовладельцы города были обязаны «проводить за свой счёт посадку деревьев на улицах и площадях», а также перед сооружениями, которыми те владели.
Справочное издание на русском языке «Вся Екатеринославская губерния» сообщало, что в Мариуполе на 1913 год существовало уже 5 общедоступных садов.

## Список парков, скверов и садов Мариуполя
- Городской сквер (Театральная площадь).
- Экстрим-парк (новые аттракционы возле крупнейшнего в городе Дворца Культуры Металлургов). Основан в 2003 году.
- Лугопарк имени Гурова (ранее — 200-летия Мариуполя) — лугопарк в долине реки Кальчик.
- Мариупольский зоопарк.
- Городской сад.
- Парк «Веселка», Левобережный район.
- Парк имени Лепорского, Левобережный район.
- Парк имени Петровского (возле современного стадиона имени Владимира Бойко и сооружений баскетбольного клуба «Азовмаш»), Кальмиусский район.
- Приморский парк — в Приморском районе города на возвышении у моря. Основан в 1977 году.
- Детский сквер поселения Аэродром. Сквер возник в поселении Аэродром в 1953 году в комплексе с советской жилой застройкой. Жилой массив застроили трехэтажками, граница которых была по улице Карпинского. Лишь две четырехэтажки стали играть роль архитектурной доминанты района. Сквер для детей и жилой район были среди первых, выстроенных в Кальмиусском районе через 10 лет после освобождения Мариуполя от немецких захватчиков.